# خنفساء ليكونتي
خنافس ليكونتي، أو كريسينا ليكونتي، الاسم العلمي: ( Chrysina lecontei) هي نوع من خنافس الأوراق اللامعة في عائلة الخنافس المعروفة باسم الجعليات. تم العثور عليها في جنوب الولايات المتحدة الأمريكية ( في مناطق أريزونا ونيو مكسيكو ) وشمال المكسيك ( في مناطق تشيهواهوا ودورانجو وسينالوا وسونورا وزاكاتيكاس ). 